# Václavy
Václavy (německy Wazlaw) jsou obec v okrese Rakovník ve Středočeském kraji. Nachází se asi jedenáct kilometrů jihozápadně od Rakovníka. Žije zde 66 obyvatel.

## Historie
První písemná zmínka o vesnici pochází z roku 1453.

## Obyvatelstvo
Při sčítání lidu v roce 1921 zde žilo 203 obyvatel (z toho 98 mužů), z nichž bylo 151 Čechoslováků, 59 Němců a dva cizinci. Kromě šesti evangelíků, patnácti členů církve československé a tří lidí bez vyznání se hlásili k římskokatolické církvi. Podle sčítání lidu z roku 1930 měla vesnice 190 obyvatel: 131 Čechoslováků a 59 Němců. Kromě římskokatolické většiny zde žilo devět evangelíků, 43 členů církve československé a šest lidí bez vyznání.
| Rok            | 1869 | 1880 | 1890 | 1900 | 1910 | 1921 | 1930 | 1950 | 1961 | 1970 | 1980 | 1991 | 2001 | 2011 | 2021 |
| -------------- | ---- | ---- | ---- | ---- | ---- | ---- | ---- | ---- | ---- | ---- | ---- | ---- | ---- | ---- | ---- |
| Počet obyvatel | 220  | 197  | 181  | 184  | 175  | 203  | 190  | 91   | 93   | 75   | 72   | 60   | 59   | 57   | 70   |
| Počet domů     | 32   | 35   | 38   | 39   | 37   | 38   | 42   | 32   | 32   | 27   | 25   | 31   | 31   | 33   | 36   |

## Obecní správa

### Územněsprávní začlenění
Dějiny územněsprávního začleňování zahrnují období od roku 1850 do současnosti. V chronologickém přehledu je uvedena územně administrativní příslušnost obce v roce, kdy ke změně došlo:
- 1850 země česká, kraj Cheb, politický okres Žatec, soudní okres Jesenice[8]
- 1855 země česká, kraj Žatec, soudní okres Jesenice
- 1868 země česká, politický okres Podbořany, soudní okres Jesenice
- 1939 Sudetenland, vládní obvod Karlovy Vary, politický okres Podbořany, soudní okres Jesenice[9]
- 1945 země česká, správní okres Podbořany, soudní okres Jesenice[10]
- 1949 Karlovarský kraj, okres Podbořany[11]
- 1960 Středočeský kraj, okres Rakovník
- k 1. lednu 1980 Středočeský kraj, okres Rakovník, obec Zavidov[12]
- k 24. listopadu 1990 Středočeský kraj, okres Rakovník[12]
- 2003 Středočeský kraj, obec s rozšířenou působností Rakovník

### Obecní symboly
Znak a vlajka byly obci uděleny rozhodnutím předsedy Poslanecké sněmovny Parlamentu České republiky dne 25. listopadu 2003.

## Společnost
V obci Václavy (210 obyvatel) byly v roce 1932 evidovány tyto živnosti a obchody: 2 hostince, 2 kováři, 2 rolníci, 2 obchody se smíšeným zbožím, trafika, velkostatek Hlušička.

## Doprava
Dopravní síť
- Pozemní komunikace – Do obce vede silnice III. třídy.
- Železnice – Železniční trať ani stanice na území obce nejsou. Nejbližší železniční stanicí je Zavidov ve vzdálenosti 2,5 km ležící na trati Rakovník–Kralovice.

Veřejná doprava 2011
- Autobusová doprava – V obci zastavovaly autobusové linky Rakovník-Řeřichy (v pracovních dnech 2 spoje), Rakovník-Petrovice-Řeřichy (v pracovních dnech 6 spojů) (dopravce ANEXIA), Rakovník–Čistá (v pracovních dnech 1 spoj) (dopravce Václav Lexa – LEXTRANS). O víkendech byla obce bez dopravní obsluhy.